# Viviani della Robbia

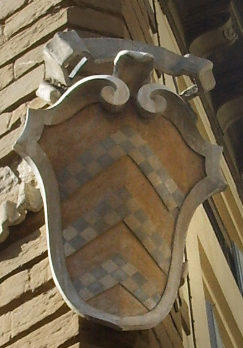
Stemma Viviani della Robbia

I Viviani della Robbia   costituiscono una famiglia fiorentina che, in origine, aveva il solo cognome Viviani. A questa famiglia appartenevano giuristi e notai che fin dal Trecento lavoravano con i mercanti fiorentini anche all'estero.
La famiglia dei Viviani della Robbia ebbe diciassette priori e tre gonfalonieri.
Nel 1645 al cognome Viviani fu aggiunto quello della Robbia, dopo una acquisizione dovuta a successione. I Viviani della Robbia ebbero il Priorato di Montalcino per l'Ordine di Santo Stefano.